# Fritz Krämer (Dirigent)
Fritz Krämer (geb. im 20. Jahrhundert) ist ein deutscher Dirigent und Chorleiter.

## Leben
Krämer studierte Dirigieren an der Hochschule für Musik und Theater Hamburg sowie Musikwissenschaft und Philosophie an der Universität Hamburg. Zudem absolvierte er Meisterkurse u. a. bei Frieder Bernius und hospitierte bei Philippe Herreweghe.
Neben den von ihm gegründeten Ensembles Bernvocal und Camerata Vivaldiana leitet er u. a. den Oratorienchor Baselland Liestal. Er war Assistent von Holger Speck beim Vocalensemble Rastatt und arbeitete außerdem mit weiteren Chören zusammen wie der Kölner Kantorei, dem National Chamber Choir of Armenia, dem Harvestehuder Kammerchor und dem Monteverdi-Chor Hamburg.
Krämer arbeitete dabei mit Solisten wie Emma Kirkby, Núria Rial, María Cristina Kiehr, Dorothee Mields und Konstantin Wolff sowie mit Orchestern wie den Hamburger Symphonikern, dem Kammerorchester Basel, L’arpa festante, dem National Chamber Orchestra of Armenia, dem Neuen Orchester Basel und OPUS Bern zusammen.
2024 dirigierte Krämer die armenische Erstaufführung der h-Moll-Messe von Johann Sebastian Bach in der Philharmonie Jerewan.

## Diskografie
- 2021: Stagioni d’Amore – Madrigals by Biagio Marini, Giovanni Rovetta & Giovanni Valentini (Passacaille)[10][11]
- 2025: Bach: Solo Cantatas for Alto | Armenian Chants (Passacaille)[12]